# Кай Блум
Кай Блум (нім. Kay Bluhm, нар. 13 жовтня 1968, Бранденбург-на-Гафелі, Німеччина) — видатний німецький веслувальник на байдарках, триразовий олімпійський чемпіон (двічі 1992 рік, 1996 рік), срібний (1996 рік) та бронзовий (1988 рік) призер Олімпійських ігор, семиразовий чемпіон світу.

## Кар'єра
Кай Блум народився 13 жовтня 1968 року в місті Бранденбург-на-Гафелі. У дитинстві займався різними командними видами спорту, але згодом зупинив свій вибір на веслуванні на байдарках. Активно почав займатися цим видом спорту з чотирнадцяти років, у клубі «Форвертс», що базувався у Потсдамі. 
На своїх перших Олімпійських іграх у 1988 році, що проходили у Сеулі, зумів виграти бронзову нагороду в складі екіпажу-четвірки на дистанції 1000 метрів (окрім Блума в екіпажі виступали: Андре Воллебе, Андреас Штеле та Ганс-Йорг Блізенер). Окрім цієї дистанції Блум виступав також у парі з Андре Воллебе на дистанції 500 метрів, де у фіналі став лише сьомим.
Наступний олімпійський цикл став для спортсмена дуже успішним. Спершу на чемпіонаті світу 1989 року разом з Торстеном Гуче спортсмен став дворазовим чемпіоном світу (дистанції 500 та 1000 метрів), а також виграв срібну нагороду в одиночках на 500 метрів. На наступному чемпіонаті світу спортсменам вдалося захистити титул чемпіонів на дистанції 1000 метрів, однак на дистанції 500 метрів вони стали третіми. Окрім цього спортсмен виступив у складі екіпажу-четвірки, де також виграв бронзову медаль. На чемпіонаті світу 1991 року, спортсмену втретє поспіль вдалося виграти дистанцію 1000 метрів, тоді як на дистанції 500 метрів, на цей раз виграв срібло. Свою третю медаль цього турніру спортсмен виграв на дистанції 10 000 метрів. На Олімпійських іграх 1992 року, разом зі своїм незмінним партнером Торстеном Гуче став чемпіоном на дистанції 500 метрів, а також виграв золото на дистанції 1000 метрів, ставши дворазовим олімпійським чемпіоном.
На чемпіонаті світу 1993 року спортсмени підтвердили своє лідерство у байдарках-двійках, оформивши золотий дубль. Наступного року в Мехіко спортсмен виграв свою сьому золоту медаль чемпіонатів світу, перемігши на дистанції 500 метрів, а також здобув бронзову нагороду на дистанції 200 метрів. Останній для спортсмена чемпіонат світу завершився однією срібною нагородою у байдарках-двійках на дистанції 1000 метрів. Олімпійські ігри 1996 року стали для спортсмена останнім спортивним турніром. На ньому разом з Торстеном Гуче, він захистив титул олімпійського чемпіона на дистанції 500 метрів, а на дистанції 1000 метрів виграв срібну нагороду, поступившись лише екіпажу з Італії (Антоніо Россі/Даніеле Скарпа).

## Виступи на Олімпійських іграх
| Олімпіада      | Дисципліна                     | Місце |
| -------------- | ------------------------------ | ----- |
| Сеул 1988      | байдарки-двійки, 500 метрів    | 7     |
| Сеул 1988      | байдарки-четвірки, 1000 метрів | 3     |
| Барселона 1992 | байдарки-двійки, 500 метрів    | 1     |
| Барселона 1992 | байдарки-двійки, 1000 метрів   | 1     |
| Атланта 1996   | байдарки-двійки, 500 метрів    | 1     |
| Атланта 1996   | байдарки-двійки, 1000 метрів   | 2     |